# Murailles de Caldana
Les murailles de Caldana (en italien ; Mura di Caldana), forment le système défensif du village de Caldana, une frazione de la commune de Gavorrano (province de Grosseto), en Toscane.

## Histoire
Une première enceinte défensive est érigée au Moyen Âge pour protéger le centre qui commence à se développer à partir de 940.
Au cours des siècles suivants, le passage du village à la république de Sienne en fit l'un des lieux stratégiques de la région, à tel point que les Siennois décidèrent de procéder à de profondes rénovations du système défensif préexistant, afin de le rendre en vrai village fortifié. Ces travaux ont eu lieu à plusieurs reprises au cours de la période de la Renaissance et le réaménagement des ouvrages défensifs pour protéger le centre n'a pris fin que dans la seconde moitié du XVIe siècle grâce à la famille Agustini, à qui le village a été cédé par le grand-duché de Toscane, après la chute définitive de la politique de la république de Sienne.
Les interventions de la fin du XVIe siècle lui ont donné un aspect encore plus fortifié que celui préexistant, à tel point qu'on peut le citer comme l'un des exemples de fortification bastionnée.

## Description
Les murailles de Caldana se développent le long d'un périmètre quadrangulaire. Elles sont recouvertes de blocs de pierre, avec des tronçons bouclés et des tronçons où les murs extérieurs des bâtiments du centre historique sont venus se chevaucher.
Le long des murs, quatre imposants bastions d'angle, qui contribuent largement à donner à l'ensemble des murs d'enceinte un aspect fortifié. Chaque rempart a une base plus ou moins inclinée.
À l'origine, il y avait une porte d'accès, qui au cours des siècles a été modifiée plusieurs fois jusqu'à ce qu'elle soit définitivement fermée.

## Galerie

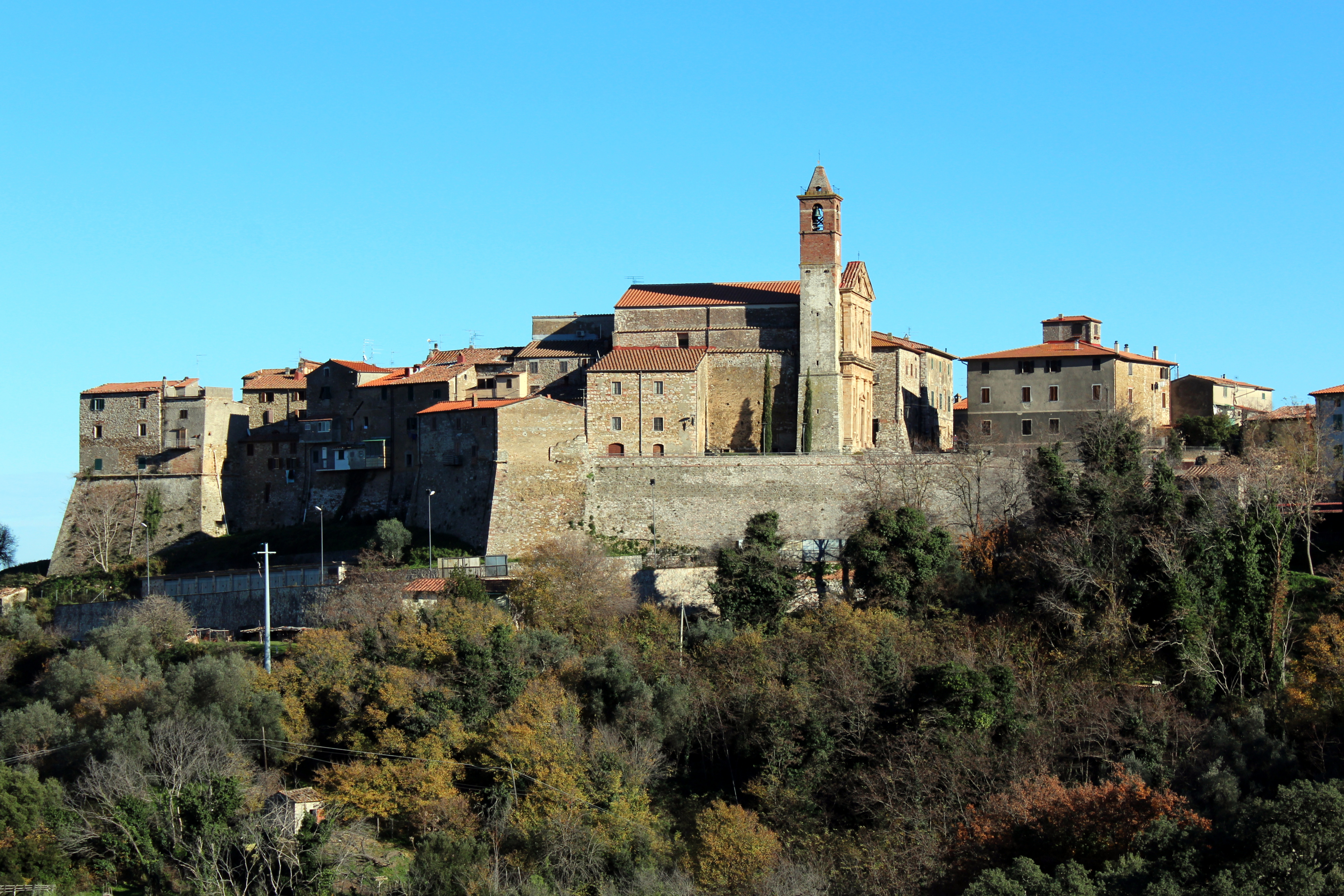
Centre historique
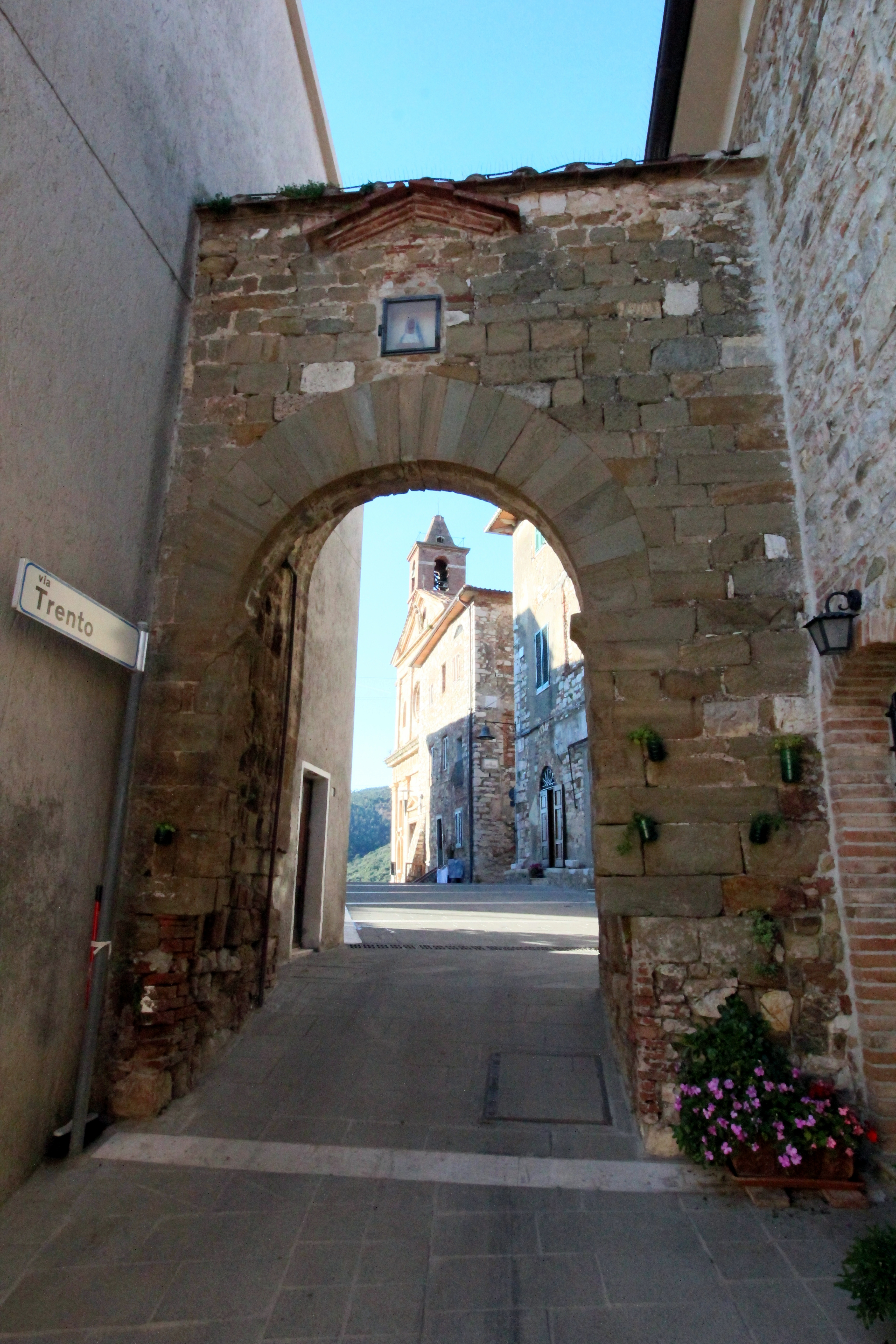
Porte
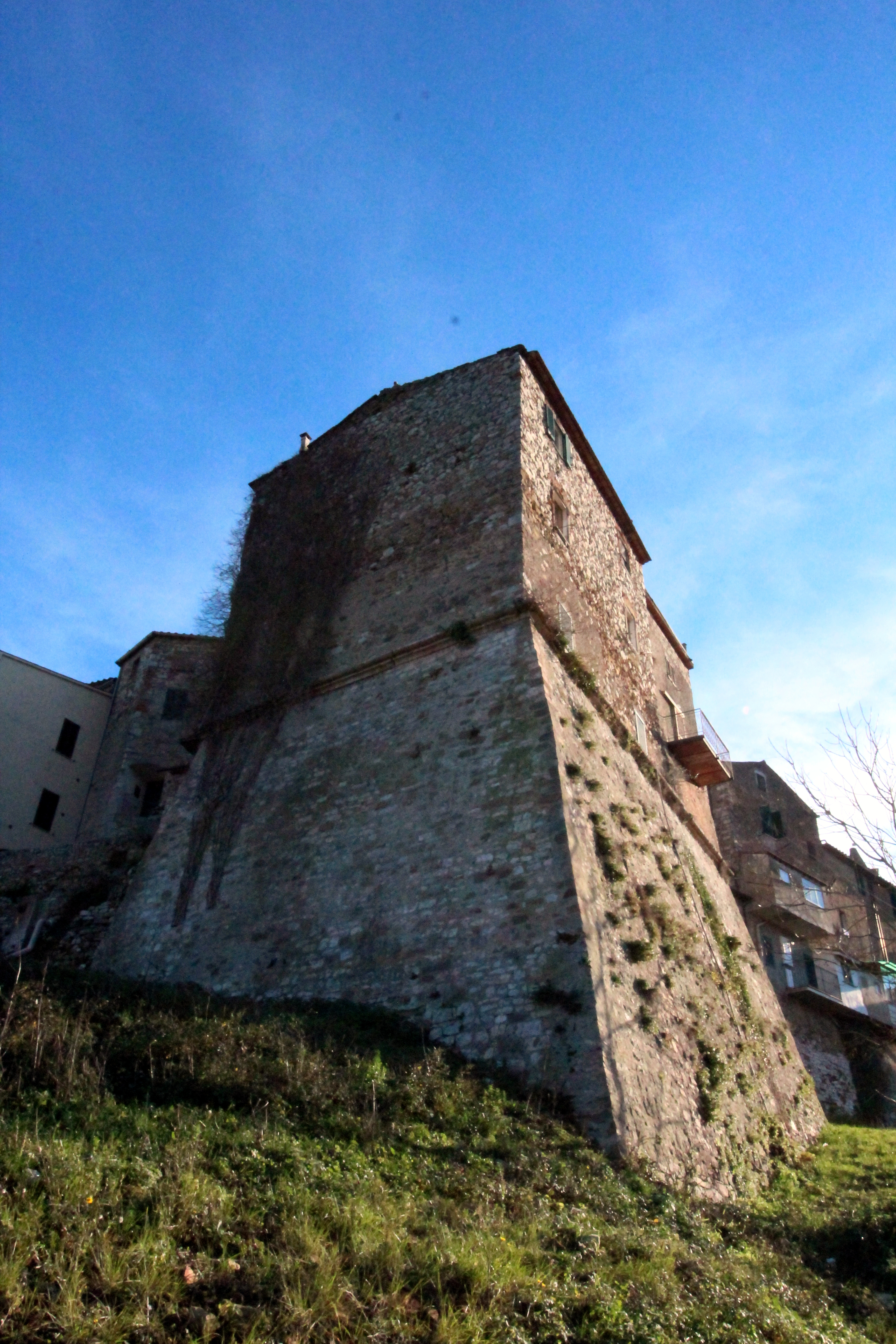
Bastion nord
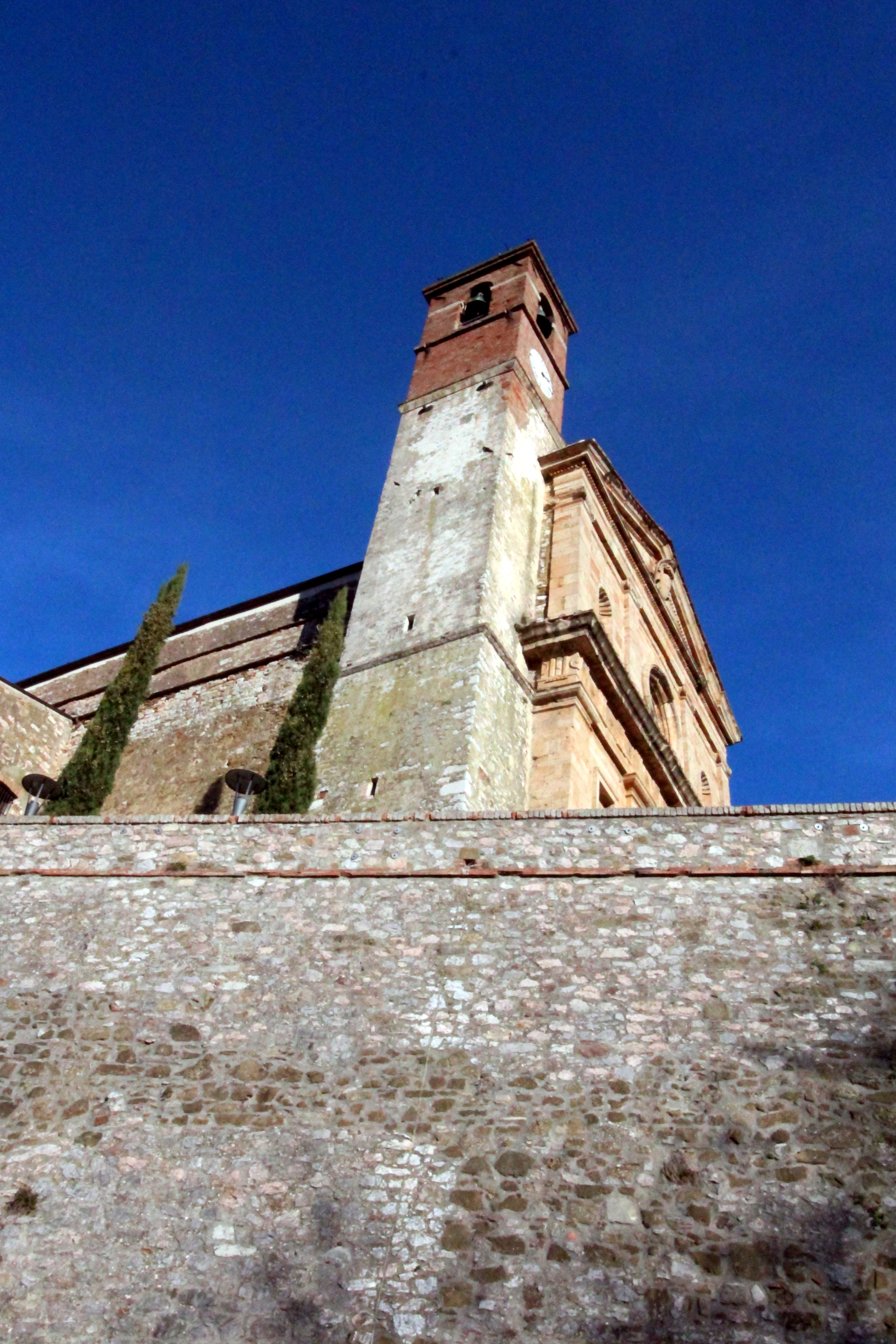
Clocher de San Biagio